# D (jogo eletrônico)
D (Dの食卓, Dī no Shokutaku) (Dの食卓, Dī no Shokutaku?) é um jogo eletrônico desenvolvido pela WARP e publicado pela Acclaim Entertainment em 1995. Este jogo foi lançado para PC e consoles, 3DO, PlayStation e Saturn. No japão, uma edição especial chamada D's Dinner: Director's Cut foi relançado em 1996 para o console 3DO (que contém, entre outras coisas, a fita com a trilha sonora original).
Para evitar que D fosse censurado, Kenji Eno reconheceu que ele enganou seu editor, enviando-lhe a versão final "correta" e, em seguida, substituindo o disco "correto", por aqueles que ele gostaria de ver comercializados.
D inspirou outros dois títulos considerados como sua continuação, Enemy Zero e D2, que têm em comum as características e o nome da jovem heroína loira, Laura.

## Sinopse
A ação começa em 1997. O jogador desempenha o papel de Laura Harris, filha de Richter Harris, um renomado médico que dirige um hospital nos arredores de Los Angeles. Enquanto ele está em San Francisco, Laura descobre que seu pai foi acusado de criminoso por insanidade, e, depois de ter matado muitas pessoas, dentro do hospital, com vários reféns. Laura corre na esperança de ser capaz de acalmar a situação.
Uma vez dentro do estabelecimento, Laura é transportada por um estranho castelo. Explora os lugares até encontrar seu pai, entender os motivos que levaram a essa luxúria de sangue, e para decidir o destino de ambos.